# Erkki Heikkilä
Erkki Antero Heikkilä, född 5 maj 1933 i Jyväskylä landskommun, död där 3 maj 1996, var en finländsk målare. 
Heikkilä genomgick Finlands konstakademis skola 1954–1958. Han blev i början av 1960-talet känd för sina abstraherade informalistiska målningar, ofta fantasifulla landskap, i blandteknik och höll 1969 en utställning som bland annat bestod av en installation med målade, flyttbara stolar, färglagda kulspel m.m. I början av 1970-talet övergick han till realistiska landskapsmotiv, ofta skogsmotiv, interiörbilder och figurkompositioner. Hans måleri kännetecknas av akademiskt kunnande och högaktning för det traditionella finländska måleriet under 1900-talet. Han tillhörde på 1960-talet konstnärsgruppen Martianerna. Han undervisade vid Finlands konstakademis skola 1965–1968. Han utförde monumentalmålningar, bland annat i Helsingfors järnvägsstations restaurang 1982. 